# Lotion

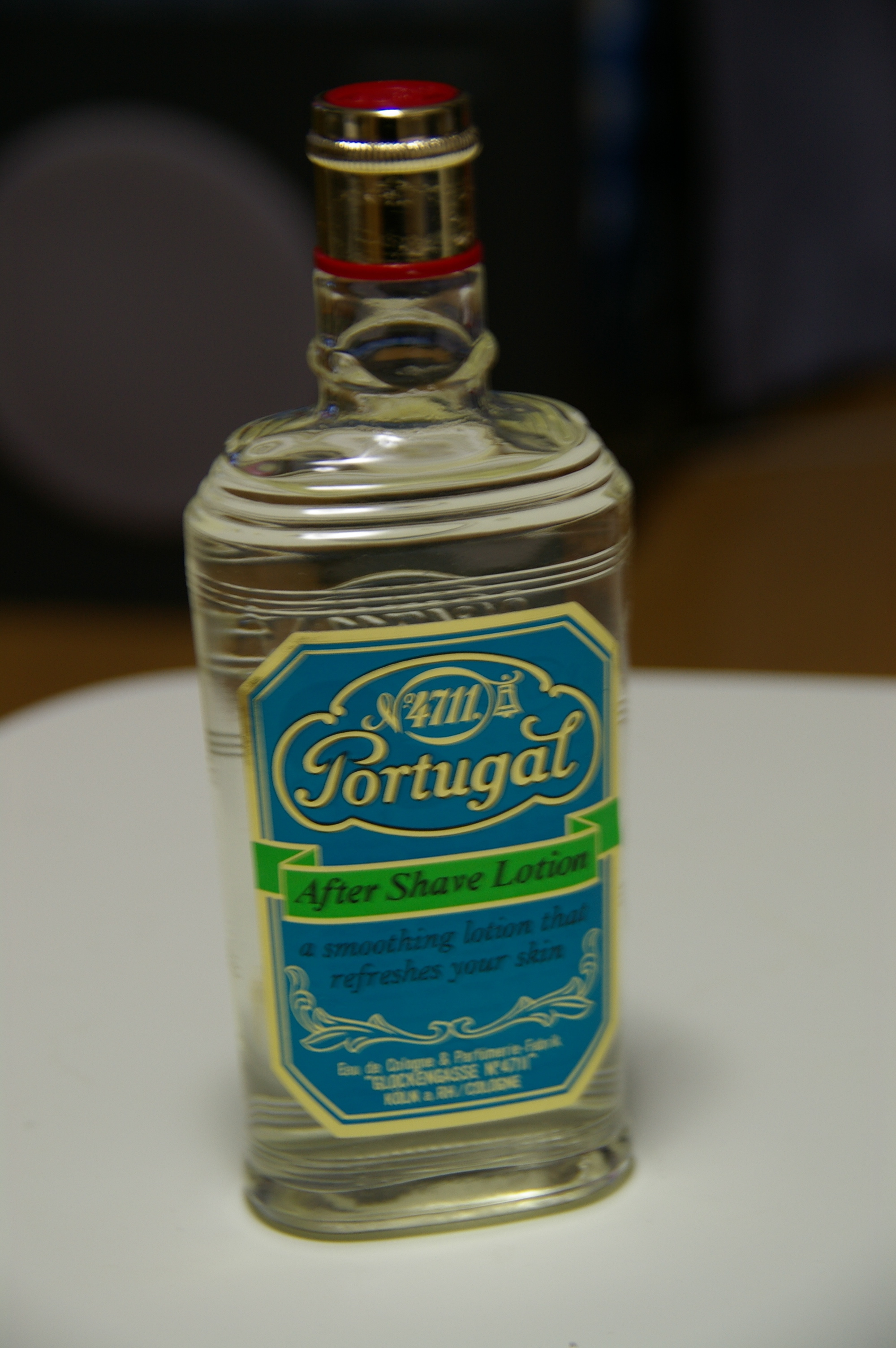
Aftershave-lotion

Een lotion is een cosmetisch of medisch dunvloeibaar product dat gebruikt wordt als medium voor het opbrengen van reinigende, genezende of verzorgende stoffen op de huid of het haar.
Een lotion kan verschillende vormen hebben : een oplossing, emulsie (o/w = melk of w/o = balsem) of suspensie.

## Cosmetica
In de cosmetica worden lotions voornamelijk gebruikt voor de reiniging of verzorging van de gezichtshuid. Een voorbeeld hiervan zijn lotions op basis van rozenwater en alcohol en natuurlijk aftershave. Naast deze lotions die voornamelijk uit water en alcohol bestaan zijn er ook vette lotions, zoals bodymilk en zonnebrandlotions.

## Geneeskunde
In de geneeskunde worden lotions gebruikt om een geneesmiddel op de huid aan te brengen zoals antibiotica, of bijvoorbeeld bij de bestrijding van luizen.